# David Soldier
David Soldier, případně Dave, rodným jménem David Sulzer, (* 6. listopadu 1956) je americký hudebník, hudební skladatel, aranžér a neurolog. Působil ve skupinách The Kropotkins, Soldier String Quartet, The Ordinaires, spolupracoval s Elliottem Sharpem, Johnem Calem, Williamem Hookerem a dalšími.

## Život
Narodil se v Carbondale ve státě Illinois, a v mládí se zajímal jak o klasickou hudbu, tak i o různé žánry populární hudby. Učil se hrát na housle, violu a klavír, později na kytaru. V šestnácti se s rodinou usadil v Connecticutu a později krátce studoval kompozici na Michiganské státní univerzitě. Později krátce žil na Floridě, kde studoval šlechtění a genetiku rostlin na Floridské univerzitě a byl doprovodným kytaristou v kapele Bo Diddleyho, a v roce 1981 se usadil v New Yorku. Tam studoval na Vysoké škole lékařů a chirurgů na Kolumbijské univerzitě (Ph.D., 1988), a zároveň docházel na hudební kurzy na Juilliardově škole a soukromě ke skladateli Ottu Lueningovi. Byl členem experimentální rockové skupiny The Ordinaires, s níž v roce 1985 vydal jedno album.
V roce 1984 založil Soldier String Quartet (Soldierův smyčcový kvartet), v němž v raných dobách hráli violista Ron Lawrence, houslistka Laura Seaton a violoncellistka Mary Wooten, později mimo jiné Regina Carter, Dawn Buckholz, Judith Insell a Martha Mooke. Již v osmdesátých letech kvartet hrál s Elliottem Sharpem, v devadesátých letech pak dlouhodobě s Johnem Calem, a rovněž vydal několik samostatných alb, na nichž je jak Soldierova vlastní hudba, tak i interpretace starých bluesových písní. V roce 1994 založil rockovou skupinu The Kropotkins, která vydala čtyři desky. Spolu s Richardem Lairem založil soubor Thai Elephant Orchestra, který tvoří sloni hrající hudbu. Spolu se spisovatelem Kurtem Vonnegutem je autorem rozhlasových oper.
Věnuje se výzkumu autismu, Parkinsonovy nemoci, schizofrenie a drogové závislosti v Irvingově zdravotním středisku na Kolumbijské univerzitě. Je autorem knihy Music, Math and Mind: The Physics and Neuroscience of Music (2021).

## Diskografie
- The Ordinaires (The Ordinaires, 1985)
- Tessalation Row (Elliott Sharp, 1987)
- Hammer, Anvil, Stirrup (Elliott Sharp, 1987)
- Larynx (Elliott Sharp, 1988)
- Sequence Girls (Soldier String Quartet, 1988)
- Romances from the Second Line (David Soldier, 1990)
- Paris s'eveille – suivi d'autres compositions (John Cale, 1991)
- Sojourner Truth (Soldier String Quartet, 1991)
- The Word (Jonas Hellborg, 1991)
- Abstract Repressionism: 1990-99 (Elliott Sharp, 1992)
- Sojta (Wara, 1992)
- It Was a Dark and Stormy Night (Nicolas Collins, 1992)
- The Big Off (Samm Bennett, 1993)
- Third Stone from the Sun (Robert Dick, 1993)
- Music by Phill Niblock (Phill Niblock, 1993)
- Last Day on Earth (John Cale a Bob Neuwirth, 1994)
- SMUT (David Soldier, 1994)
- Themes & Improvisations on the Blues (Leroy Jenkins, 1994)
- China and Sunsets (Phill Niblock, 1995)
- Antártida (John Cale, 1995)
- The Apotheosis of John Brown (David Soldier, 1995)
- I Shot Andy Warhol (různí / John Cale, 1996)
- Xenocodex (Elliott Sharp, 1996)
- In Paradisu (Les Nouvelles Polyphonies Corses, 1996)
- She's Lightning When She Smiles (David Soldier, 1996)
- Walking on Locusts (John Cale, 1996)
- The Kropotkins (The Kropotkins, 1996)
- Rheo~Umbra (Elliott Sharp, 1997)
- Jazz Standards on Mars (Robert Dick, 1997)
- Eat/Kiss: Music for the Films by Andy Warhol (John Cale, 1997)
- The People's Choice Music (Komar & Melamid a David Soldier, 1997)
- Lost Part of Me (Lorette Velvette, 1997)
- SyndaKit (Elliott Sharp, 1999)
- Do the Collapse (Guided by Voices, 1999)
- Five Points Crawl (The Kropotkins, 2000)
- Madman of God (Sussan Deyhim, 2000)
- Thai Elephant Orchestra (Thai Elephant Orchestra, 2000)
- Ice-9 Ballads (David Soldier, 2000)
- Isolation Drills (Guided by Voices, 2001)
- Foreign Land (Christina Rosenvinge, 2002)
- Mulatta World Sessions Vol. 1 (Man:de.ng Elektrik, 2003)
- While the Music Lasts (Jesse Harris & The Ferdinandos, 2004)
- Inspect for Damaged Gods (Soldier String Quartet, 2004)
- Elephonic Rhapsodies (Thai Elephant Orchestra, 2005)
- Da Hiphop Raskalzs (David Soldier, 2006)
- Paradise Square (The Kropotkins, 2009)
- Yearn for Certainty (William Hooker Trio, 2010)
- Water Music (Thai Elephant Orchestra, 2011)
- Symphony of Souls (Jason Kao Hwang / Spontaneous River, 2011)
- Heart of the Sun (William Hooker, 2013)
- Portents of Love (The Kropotkins, 2014)
- The Eighth Hour of Amduat (David Soldier, 2016)
- Soldier Kane (Soldier Kane, 2016)
- The Brainwave Music Project (Brad Garton a Dave Soldier, 2017)
- Naked Revolution (Komar & Melamid a David Soldier, 2018)
- Ojo (Vince Bell, 2018)
- Zajal (David Soldier, 2019)
- February Meets Soldier String Quartet (Jonathan Kane a Dave Soldier, 2021)
- The LeWitt Etudes (David Soldier a William Hooker, 2022)